# 阿尔卡拉利
阿尔卡拉利，是西班牙巴伦西亚自治区阿利坎特省的一个市镇。总面积14km2，总人口902人（2001年），人口密度64人/km2。